# Persone di nome Giambattista
| Questa pagina contiene informazioni ricavate automaticamente dalle voci biografiche con l'ausilio del template Bio e di un bot. L'aggiornamento è periodico e automatico e ricostruisce completamente la pagina. Se manca una persona in questa lista, sei pregato di non aggiungerla, ma accertati piuttosto che la sua voce biografica contenga il template Bio e che i dati anagrafici siano correttamente compilati. Se il template Bio manca, inseriscilo tu stesso o, in alternativa, metti l'avviso {{tmp\|Bio}} che ne segnala la mancanza. Se i dati riportati sono sbagliati, correggi direttamente la voce biografica; le modifiche saranno visibili in questa lista entro pochi giorni. Per chiarimenti vedi il progetto antroponimi. La lista contiene solo le 88 persone che sono citate nell'enciclopedia e per le quali è stato implementato correttamente il template Bio. Pagina aggiornata al 16 ott 2024. |

Questa è una lista di persone presenti nell'enciclopedia che hanno il prenome Giambattista, suddivise per attività principale.

## Abati(2)
- Giambattista Toderini, abate, scrittore e filosofo italiano (Venezia, n. 1728 - Venezia, † 1799)
- Giambattista Varesco, abate, musicista e poeta italiano (Trento, n. 1735 - Salisburgo, † 1805)

## Architetti(2)
- Giambattista Fornovo, architetto italiano (Parma, n. 1530 - Parma, † 1585)
- Giambattista Scarpari, architetto e ingegnere italiano (Adria, n. 1884 - Adria, † 1962)

## Avvocati(1)
- Giambattista Bosco Lucarelli, avvocato e politico italiano (Benevento, n. 1881 - Napoli, † 1954)

## Bibliotecari(1)
- Giambattista Roggia, bibliotecario italiano (Racconigi, n. 1913 - Busto Arsizio, † 2011)

## Botanici(1)
- Giambattista Guatteri, botanico italiano (Castelnovo di Sotto, n. 1739 - Parma, † 1793)

## Calciatori(2)
- Giambattista Bonis, ex calciatore italiano (Intra, n. 1926)
- Giambattista Moschino, calciatore e allenatore di calcio italiano (Vigevano, n. 1939 - Vigevano, † 2019)

## Cardinali(7)
- Giambattista Leni, cardinale e vescovo cattolico italiano (Roma, n. 1573 - Roma, † 1627)
- Giambattista Patrizi, cardinale e arcivescovo cattolico italiano (Roma, n. 1658 - Ferrara, † 1727)
- Giambattista Roero di Pralormo, cardinale e arcivescovo cattolico italiano (Asti, n. 1684 - Torino, † 1766)
- Giambattista Rubini, cardinale e vescovo cattolico italiano (Venezia, n. 1642 - Roma, † 1707)
- Giambattista Spada, cardinale e patriarca cattolico italiano (Lione, n. 1597 - Roma, † 1675)
- Giambattista Spinola, cardinale e arcivescovo cattolico italiano (Madrid, n. 1615 - Roma, † 1704)
- Giambattista Spinola, cardinale italiano (Genova, n. 1646 - Roma, † 1719)

## Cestisti(1)
- Giambattista Cescutti, cestista e allenatore di pallacanestro italiano (Udine, n. 1939 - Udine, † 2023)

## Ciclisti su strada(1)
- Gianbattista Bardelloni, ex ciclista su strada italiano (Botticino Sera, n. 1964)

## Compositori(2)
- Giambattista Cimador, compositore e violinista italiano (Venezia, n. 1761 - Bath, † 1805)
- Giambattista Volpe, compositore e direttore di coro italiano (Venezia, n. 1620 - Venezia, † 1692)

## Condottieri(1)
- Giambattista Boetti, condottiero italiano (Camino, n. 1743 - Monastero di Soloveckij, † 1798)

## Diplomatici(3)
- Giambattista Abati, diplomatico italiano (Mantova - Mantova)
- Giambattista Albertini, diplomatico e politico italiano (Cimitile, n. 1717 - Napoli, † 1788)
- Giambattista Casali, diplomatico e vescovo cattolico italiano (Bologna - Bologna, † 1536)

## Drammaturghi(1)
- Giambattista Spampinato, drammaturgo italiano (Belpasso, n. 1929)

## Economisti(1)
- Giambattista Gherardo d'Arco, economista e letterato italiano (Arco, n. 1739 - Mantova, † 1791)

## Editori(1)
- Giambattista Pasquali, editore e tipografo italiano (Venezia, n. 1702 - Venezia, † 1784)

## Filosofi(4)
- Giambattista Ajello, filosofo italiano (Napoli, n. 1815 - Napoli, † 1860)
- Giambattista Passerini, filosofo, religioso e patriota italiano (Casto, n. 1793 - Zurigo, † 1864)
- Giambattista Raimondi, filosofo, matematico e orientalista italiano (Napoli, n. 1536 - Roma, † 1614)
- Giambattista Vico, filosofo, storico e giurista italiano (Napoli, n. 1668 - Napoli, † 1744)

## Funzionari(1)
- Giambattista Manfredi, funzionario e presbitero italiano (Napoli, n. 1758 - † 1842)

## Generali(1)
- Giambattista Rusca, generale italiano (Briga Marittima, n. 1759 - Soissons, † 1814)

## Geologi(1)
- Giambattista Dal Piaz, geologo italiano (Feltre, n. 1904 - Padova, † 1995)

## Giornalisti(2)
- Giambattista Casoni, giornalista e politico italiano (Bologna, n. 1830 - Bologna, † 1919)
- Giambattista Vicari, giornalista, scrittore e editore italiano (Ravenna, n. 1909 - Roma, † 1978)

## Giuristi(2)
- Giambattista Pertile, giurista e teologo italiano (Asiago, n. 1811 - Padova, † 1884)
- Giambattista Picone, giurista, politico e scrittore italiano (Agrigento, n. 1814 - † 1888)

## Imprenditori(1)
- Giambattista Pastorello, imprenditore e dirigente sportivo italiano (Vicenza, n. 1944)

## Incisori(1)
- Giambattista Brustolon, incisore italiano (Dont, n. 1718 - Venezia, † 1796)

## Ingegneri(1)
- Giambattista Giusti, ingegnere e traduttore italiano (Lucca, n. 1758 - Bologna, † 1829)

## Letterati(2)
- Giambattista Intra, letterato italiano (Calvenzano, n. 1832 - Mantova, † 1907)
- Giambattista Liviera, letterato, tragediografo e poeta italiano (Vicenza, n. 1565 - † 1628)

## Magistrati(2)
- Giambattista Scidà, magistrato italiano (Catania, n. 1930 - Catania, † 2011)
- Cesare Trabucco, magistrato e politico italiano (Torino, n. 1802 - Moncalieri, † 1888)

## Matematici(3)
- Giovanni Battista Benedetti, matematico italiano (Venezia, n. 1530 - Torino, † 1590)
- Giambattista Magistrini, matematico italiano (Maggiora, n. 1777 - Bologna, † 1849)
- Giambattista Suardi, matematico italiano (Brescia, n. 1711 - † 1767)

## Medici(2)
- Giambattista Marson, medico e politico italiano (Vittorio Veneto, n. 1927 - Belluno, † 2019)
- Giambattista Patarino, medico e dirigente sportivo italiano (Castellaneta, n. 1890 - † 1969)

## Mercanti(1)
- Giambattista Scala, mercante e diplomatico italiano (Chiavari, n. 1817 - Lavagna, † 1876)

## Militari(3)
- Giovanni Battista Caracciolo, II signore di Montanara, militare e nobile italiano (Napoli, n. 1450 - Isola della Scala, † 1508)
- Giambattista Lapucci, militare italiano (Fiordimonte, n. 1913 - Tembien, † 1936)
- Giambattista Rodio, militare italiano (Catanzaro, n. 1779 - Napoli, † 1806)

## Oculisti(1)
- Giambattista Bietti, oculista italiano (Padova, n. 1907 - Il Cairo, † 1977)

## Partigiani(2)
- Giambattista Mancuso, partigiano italiano (Palmi, n. 1922 - Cornalba, † 1944)
- Giambattista Salinari, partigiano e storico della letteratura italiano (Montescaglioso, n. 1909 - Roma, † 1973)

## Pittori(9)
- Giambattista Bassi, pittore italiano (Massa Lombarda, n. 1784 - Roma, † 1852)
- Giambattista Canal, pittore italiano (Venezia, n. 1745 - Venezia, † 1825)
- Giambattista Crosato, pittore e scenografo italiano (Venezia, n. 1686 - Venezia, † 1758)
- Giambattista De Curtis, pittore e poeta italiano (Napoli, n. 1860 - Napoli, † 1926)
- Giambattista Gariboldi, pittore italiano (Monza)
- Giambattista Brusasorzi, pittore italiano (Verona, n. 1544)
- Giambattista Sangiorgio, pittore e scultore italiano (Biancavilla, n. 1884 - Catania, † 1930)
- Giambattista Tiepolo, pittore e incisore italiano (Venezia, n. 1696 - Madrid, † 1770)
- Giambattista Vela, pittore italiano (n. 1707 - † 1800)

## Poeti(2)
- Giambattista Spolverini, poeta italiano (Verona, n. 1695 - Verona, † 1762)
- Giambattista Vidali, poeta italiano (Candia - Venezia)

## Politici(5)
- Giambattista Bufardeci, politico e avvocato italiano (Monterosso Almo, n. 1953)
- Giambattista Collacchioni, politico italiano (Sansepolcro, n. 1814 - Sansepolcro, † 1895)
- Giambattista De Cesari, politico francese (Casalabriva, n. 1770)
- Giambattista Giustinian, politico italiano (Venezia, n. 1816 - Venezia, † 1888)
- Giambattista Miliani, politico italiano (Fabriano, n. 1856 - Fabriano, † 1937)

## Presbiteri(1)
- Giambattista Rossi, presbitero italiano (Ripacandida, n. 1690 - Ripacandida, † 1746)

## Registi(1)
- Giambattista Avellino, regista, sceneggiatore e autore televisivo italiano (Livorno, n. 1957)

## Religiosi(1)
- Giambattista Casnighi, religioso e patriota italiano (Medole, n. 1796 - Acquanegra sul Chiese, † 1862)

## Retori(1)
- Giambattista Canneti, oratore, poeta e religioso italiano (Cremona, n. 1659 - Faenza, † 1730)

## Rugbisti a 15(1)
- Giambattista Croci, ex rugbista a 15 italiano (San Benedetto del Tronto, n. 1965)

## Scacchisti(1)
- Giambattista Lolli, scacchista italiano (Nonantola, n. 1698 - † 1769)

## Schermidori(1)
- Giovanni Battista Coletti, ex schermidore italiano (Treviso, n. 1948)

## Scrittori(2)
- Giambattista Bazzoni, scrittore e patriota italiano (Novara, n. 1803 - Milano, † 1850)
- Giambattista Roberti, scrittore e poeta italiano (Bassano del Grappa, n. 1719 - Bassano del Grappa, † 1786)

## Scultori(1)
- Giambattista Bissone, scultore italiano (Genova, n. 1597 - Genova, † 1657)

## Storici(2)
- Giambattista Pagliarino, storico italiano (Vicenza, n. 1415 - Vicenza, † 1506)
- Giambattista Scirè, storico italiano (Vittoria, n. 1975)

## Teologi(1)
- Giambattista Bortoli, teologo e arcivescovo cattolico italiano (Venezia, n. 1695 - Roma, † 1776)

## Vescovi cattolici(2)
- Giambattista Carli, vescovo cattolico italiano (L'Aquila)
- Giambattista Pallavicino, vescovo cattolico e letterato italiano (Zibello - Reggio Emilia, † 1466)